# Masson-Goldner-Trichrom-Färbung

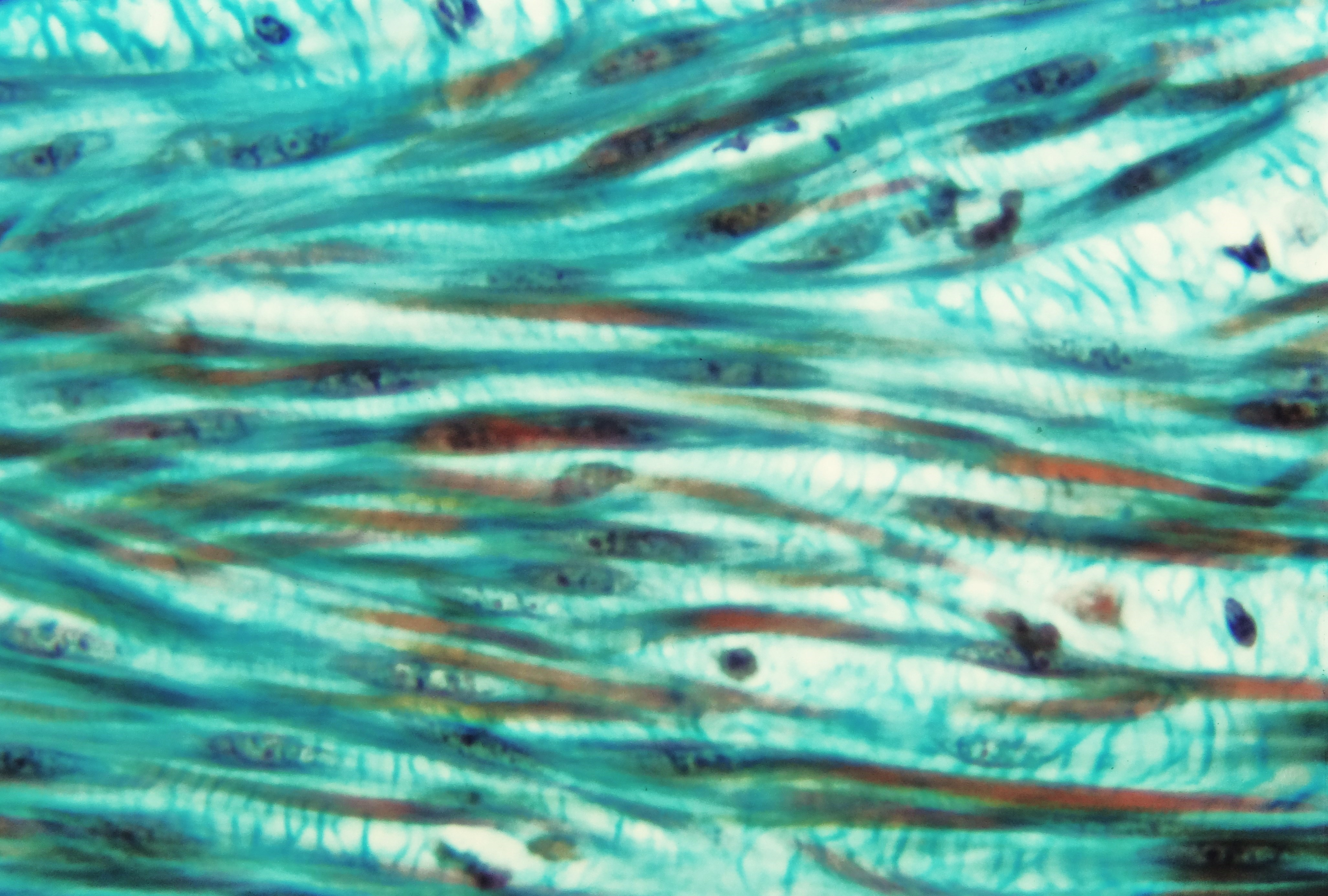
Masson-Goldner-Färbung glatter Muskulatur

Die Masson-Goldner-Trichrom-Färbung ist eine histologische Trichrom-Färbungsmethode.

## Eigenschaften
Die meisten Varianten der Masson-Goldner-Färbung erzeugen rot gefärbtes Keratin und Muskelfasern, blaues oder grünes Kollagen und Knochen, rosa Zytoplasmata und braun-schwarze Zellkerne. Die zu färbenden Objekte werden nach der Fixierung zur Färbung der Zellkerne in Eisen-Trioxyhämatein nach Hansen getaucht. Anschließend erfolgt die zytoplasmatische Färbung mit Säurefuchsin und Ponceau 2R in wässriger Essigsäurelösung. Die nächste Lösung enthält Phosphorwolframsäure. Abschließend werden die Proteinfasern mit Lichtgrün SF oder Fast Green FCF gefärbt. Alternativ kann auch eine Blaufärbung mit Methylenblau, Wasserblau oder Anilinblau verwendet werden. Der Zusatz von Orange G dient zur Färbung der Erythrozyten.

## Varianten
In der Masson-Goldner-Trichrom-Färbung wird im Vergleich zur Masson-Trichrom-Färbung anstatt Eisen-Trioxyhämatein nach Hansen Hämatoxylin nach Weigert verwendet, die anderen Farblösungen sind in der Masson-Variante konzentrierter, anstatt Phosphorwolframsäure wird dort Phosphormolybdänsäure eingesetzt und sie enthält kein Orange G. Die Lillie-Trichrom-Färbung verwendet als roten Farbstoff Biebricher Scharlach. Die Masson-Trichrom & Verhoeff-Färbung ist eine Färbekombination, die zur Färbung von Blutgefäßen und zur Unterscheidung von Arterien und Venen verwendet wird, da die Verhoeff-Färbung Elastin schwarz färbt.

## Geschichte
Die Masson-Goldner-Trichrom-Färbung wurde 1938 von Jacques Goldner entwickelt. Sie ist eine Weiterentwicklung der Masson-Trichrom-Färbung.